# Popovci (gmina Aleksandrovac)
Popovci (cyr. Поповци) – wieś w Serbii, w okręgu rasińskim, w gminie Aleksandrovac. W 2011 roku liczyła 108 mieszkańców.